# حاجز بين البطينين
الحاجز بين البطينين أو الحاجز بين البطينات أو الحاجز البطيني هو عبارة عن جدار قوي يفصل بين بطيني القلب. يتجه الحاجز بين البطينين بشكل مائل نحو الخلف والأيمن وتتوافق حوافه مع الثلمين بين البطينين الأمامي والخلفي.

## أقسامه
يتشكل الحاجز بين البطينين من قسم:
- القسم العضلي وهو الأكبر
- القسم الغشائي وهو قسم صغير يشكل الجزء العلوي الخلفي

## نواحي سريرية
عند وجود فتحة في الحاجز بين البطينين يدعى ذلك عيب الحاجز البطيني.